# Henri Kontinen
Henri Kontinen (Helsinki, 19 juni 1990) is een Fins tennisspeler. Hij heeft 24 ATP-toernooien in het dubbelspel op zijn naam staan. Hij deed mee aan grandslamtoernooien. Hij heeft acht challengers in het dubbelspel op zijn naam staan.

## Palmares dubbelspel
| Legenda                       | Legenda               |
| ----------------------------- | --------------------- |
| Grand Slam                    |                       |
| Olympische Spelen             |                       |
| tot 2009                      | vanaf 2009            |
| Tennis Masters Cup            | ATP Finals            |
| ATP Masters Series            | ATP Tour Masters 1000 |
| ATP International Series Gold | ATP Tour 500          |
| ATP International Series      | ATP Tour 250          |

### ATP-finaleplaatsen dubbelspel
| Nr.                                | Datum             | Toernooi                  | Ondergrond    | Partner                | Tegenstanders in finale                   | Score                |         |
| ---------------------------------- | ----------------- | ------------------------- | ------------- | ---------------------- | ----------------------------------------- | -------------------- | ------- |
| Gewonnen finales herendubbelspel   |                   |                           |               |                        |                                           |                      |         |
| 1.                                 | 3 augustus 2014   | ATP Kitzbühel             | Gravel        | Jarkko Nieminen        | Daniele Bracciali Andrej Goloebev         | 6-1, 6-4             | Details |
| 2.                                 | 2 februari 2015   | ATP Zagreb                | Hardcourt (i) | Marin Draganja         | Fabrice Martin Purav Raja                 | 6-4, 6-4             | Details |
| 3.                                 | 16 februari 2015  | ATP Marseille             | Hardcourt (i) | Marin Draganja         | Colin Fleming Jonathan Marray             | 6-4, 3-6, [10-8]     | Details |
| 4.                                 | 20 april 2015     | ATP Barcelona             | Gravel        | Marin Draganja         | Jamie Murray John Peers                   | 6-3, 6-7(8), [11-9]  | Details |
| 5.                                 | 27 september 2015 | ATP Sint-Petersburg       | Hardcourt (i) | Treat Huey             | Julian Knowle Alexander Peya              | 7-5, 6-3             | Details |
| 6.                                 | 4 oktober 2015    | ATP Kuala Lumpur          | Hardcourt (i) | Treat Huey             | Raven Klaasen Rajeev Ram                  | 7-6(4), 6-2          | Details |
| 7.                                 | 10 januari 2016   | ATP Brisbane (1)          | Hardcourt     | John Peers             | James Duckworth Chris Guccione            | 7-6(4), 6-1          | Details |
| 8.                                 | 1 mei 2016        | ATP München               | Gravel        | John Peers             | Juan Sebastian Cabal Robert Farah Maksoud | 6-3, 3-6, [10-7]     | Details |
| 9.                                 | 17 juli 2016      | ATP Hamburg               | Gravel        | John Peers             | Daniel Nestor Aisam-ul-Haq Qureshi        | 7-5, 6-3             | Details |
| 10.                                | 27 augustus 2016  | ATP Winston-Salem         | Hardcourt     | Guillermo Garcia-Lopez | Andre Begemann Leander Paes               | 4-6, 7-6(8), [10-8]  | Details |
| 11.                                | 25 september 2016 | ATP Sint-Petersburg       | Hardcourt (i) | Dominic Inglot         | Andre Begemann Leander Paes               | 4-6, 6-3, [12-10]    | Details |
| 12.                                | 6 november 2016   | ATP Parijs                | Hardcourt (i) | John Peers             | Pierre-Hugues Herbert Nicolas Mahut       | 6-3, 3-6, [10-6]     | Details |
| 13.                                | 20 november 2016  | ATP World Tour Finals (1) | Hardcourt (i) | John Peers             | Raven Klaasen Rajeev Ram                  | 2-6, 6-1, [10-8]     | Details |
| 14.                                | 29 januari 2017   | Australian Open           | Hardcourt     | John Peers             | Bob Bryan Mike Bryan                      | 7-5, 7-5             | Details |
| 15.                                | 6 augustus 2017   | ATP Washington            | Hardcourt     | John Peers             | Łukasz Kubot Marcelo Melo                 | 7-6(5), 6-4          | Details |
| 16.                                | 8 oktober 2017    | ATP Peking                | Hardcourt     | John Peers             | John Isner Jack Sock                      | 6-3, 3-6, [10-7]     | Details |
| 17.                                | 15 oktober 2017   | ATP Shanghai              | Hardcourt     | John Peers             | Łukasz Kubot Marcelo Melo                 | 6-4, 6-2             | Details |
| 18.                                | 19 november 2017  | ATP Finals (2)            | Hardcourt (i) | John Peers             | Łukasz Kubot Marcelo Melo                 | 6-4, 6-2             | Details |
| 19.                                | 7 januari 2018    | ATP Brisbane (2)          | Hardcourt     | John Peers             | Leonardo Mayer Horacio Zeballos           | 3-6, 6-3, [10-2]     | Details |
| 20.                                | 24 juni 2018      | ATP Londen                | Gras          | John Peers             | Jamie Murray Bruno Soares                 | 6-4, 6-3             | Details |
| 21.                                | 12 augustus 2018  | ATP Toronto               | Hardcourt     | John Peers             | Raven Klaasen Michael Venus               | 6-2, 6-7(7), [10-6]  | Details |
| 22.                                | 17 februari 2019  | ATP Rotterdam             | Hardcourt (i) | Jérémy Chardy          | Jean-Julien Rojer Horia Tecău             | 7-6(5), 7-6(4)       | Details |
| 23.                                | 20 oktober 2019   | ATP Stockholm             | Hardcourt (i) | Édouard Roger-Vasselin | Mate Pavić Bruno Soares                   | 6-4, 6-2             | Details |
| 24.                                | 28 februari 2021  | ATP Montpellier           | Hardcourt (i) | Édouard Roger-Vasselin | Jonathan Erlich Andrei Vasilevski         | 6-2, 7-5             | Details |
| Verloren finales herendubbelspel   |                   |                           |               |                        |                                           |                      |         |
| 1.                                 | 15 september 2014 | ATP Metz                  | Hardcourt (i) | Marin Draganja         | Mariusz Fyrstenberg Marcin Matkowski      | 7-6, 3-6, [8-10]     | Details |
| 2.                                 | 20 oktober 2014   | ATP Bazel                 | Hardcourt (i) | Marin Draganja         | Vasek Pospisil Nenad Zimonjić             | 6-7(13), 6-1, [5-10] | Details |
| 3.                                 | 8 mei 2015        | ATP Kitzbühel             | Gravel        | Robin Haase            | Nicolas Almagro Carlos Berlocq            | 7-5, 3-6, [9-11]     | Details |
| 4.                                 | 16 oktober 2016   | ATP Peking                | Hardcourt     | John Peers             | John Isner Jack Sock                      | 4-6, 4-6             | Details |
| 5.                                 | 27 januari 2019   | Australian Open           | Hardcourt     | John Peers             | Pierre-Hugues Herbert Nicolas Mahut       | 4-6, 6-7(1)          | Details |
| 6.                                 | 16 februari 2020  | ATP Rotterdam             | Hardcourt (i) | Jan-Lennard Struff     | Pierre-Hugues Herbert Nicolas Mahut       | 6-7(5), 6-4, [7-10]  | Details |
| Verloren finales gemengddubbelspel |                   |                           |               |                        |                                           |                      |         |
| 1.                                 | 16 juli 2017      | Wimbledon                 | Gras          | Heather Watson         | Martina Hingis Jamie Murray               | 4-6, 4-6             | Details |

### Gewonnen challengers herendubbelspel
| Nr. | Datum            | Toernooi     | Ondergrond    | Partner               | Tegenstanders in finale               | Score                |
| --- | ---------------- | ------------ | ------------- | --------------------- | ------------------------------------- | -------------------- |
| 1.  | 8 november 2010  | Loughborough | Tapijt (i)    | Frederik Nielsen      | Jordan Kerr Ken Skupski               | 6-2, 6-4             |
| 2.  | 22 juli 2013     | Tampere      | Gravel        | Goran Tošić           | Ruben Gonzales Chris Letcher          | 6-4, 6-4             |
| 3.  | 4 november 2013  | Bratislava   | Hardcourt (i) | Andreas Siljeström    | Gero Kretschmer Jan-Lennard Struff    | 7-6(6), 6-2          |
| 4.  | 11 november 2013 | Helsinki     | Hardcourt (i) | Jarkko Nieminen       | Dustin Brown Philipp Marx             | 7-5, 5-7, [10-5]     |
| 5.  | 20 januari 2014  | Heilbronn    | Hardcourt (i) | Tomasz Bednarek       | Ken Skupski Neal Skupski              | 3-6, 7-6(3), [12-10] |
| 6.  | 24 februari 2014 | Cherbourg    | Hardcourt (i) | Konstantin Kravtsjoek | Pierre-Hugues Herbert Albano Olivetti | 6-4, 6-7(3), [10-7]  |
| 7.  | 14 april 2014    | Sarasota     | Gravel        | Marin Draganja        | Rubén Ramírez Hidalgo Franko Škugor   | 7-5, 5-7, [10-6]     |
| 8.  | 10 november 2014 | Helsinki     | Hardcourt (i) | Jarkko Nieminen       | Jonathan Marray Philipp Petzschner    | 7-6(2), 6-4          |

## Resultaten grote toernooien
| Legenda | Legenda                          |
| ------- | -------------------------------- |
| g.t.    | geen toernooi gehouden           |
| l.c.    | lagere categorie                 |
| –       | niet deelgenomen                 |
| G       | uitgeschakeld in de groepsfase   |
| 1R      | uitgeschakeld in de eerste ronde |
| 2R      | uitgeschakeld in de tweede ronde |
| 3R      | uitgeschakeld in de derde ronde  |
| 4R      | uitgeschakeld in de vierde ronde |
| KF      | uitgeschakeld in de kwartfinale  |
| HF      | uitgeschakeld in de halve finale |
| F       | de finale verloren               |
| W       | het toernooi gewonnen            |
| w-v     | winst/verlies-balans             |

### Dubbelspel
| toernooi             | 2014 | 2015 | 2016 | 2017 | 2018 | 2019 | 2020 | 2021 |
| -------------------- | ---- | ---- | ---- | ---- | ---- | ---- | ---- | ---- |
| grandslamtoernooien  |      |      |      |      |      |      |      |      |
| Australian Open      | –    | 1R   | 2R   | W    | 2R   | F    | KF   | 1R   |
| Roland Garros        | 2R   | 2R   | 2R   | 1R   | KF   | 3R   | 1R   | 1R   |
| Wimbledon            | 1R   | 1R   | KF   | HF   | 1R   | KF   | g.t. | 2R   |
| US Open              | 1R   | 1R   | 2R   | HF   | 2R   | 2R   | –    |      |
| ATP Finals           |      |      |      |      |      |      |      |      |
| ATP Finals           | –    | –    | W    | W    | G    | –    | –    |      |
| ATP Masters 1000     |      |      |      |      |      |      |      |      |
| Indian Wells         | –    | 1R   | 1R   | KF   | 1R   | 2R   | g.t. |      |
| Miami                | –    | KF   | 1R   | 2R   | 2R   | 1R   | g.t. | 1R   |
| Monte Carlo          | –    | 1R   | KF   | KF   | 2R   | 2R   | g.t. | 2R   |
| Madrid               | –    | 1R   | KF   | KF   | 2R   | 2R   | g.t. | 1R   |
| Rome                 | –    | 1R   | 1R   | HF   | KF   | KF   | 2R   | 1R   |
| Montreal/Toronto     | –    | –    | KF   | KF   | W    | 2R   | g.t. |      |
| Cincinnati           | –    | –    | 1R   | KF   | KF   | KF   | –    |      |
| Shanghai             | –    | –    | F    | W    | 2R   | 2R   | g.t. |      |
| Parijs               | –    | –    | W    | KF   | 2R   | 1R   | –    |      |
| olympisch            |      |      |      |      |      |      |      |      |
| Olympische Spelen    | g.t. | g.t. | –    | g.t. | g.t. | g.t. | g.t. |      |
| statistieken         |      |      |      |      |      |      |      |      |
| totaal aantal titels | 1    | 5    | 7    | 5    | 3    | 2    | 1    | 0    |
| eindejaarsranking    | 46   | 31   | 7    | 3    | 26   | 17   | 33   |      |